# Рігель-ам-Кайзерштуль
Рігель-ам-Кайзерштуль (нім. Riegel am Kaiserstuhl) — громада в Німеччині, знаходиться в землі Баден-Вюртемберг. Підпорядковується адміністративному округу Фрайбург. Входить до складу району Еммендінген.
Площа — 18,34 км2. Населення становить 4082 ос. (станом на 31 грудня 2020).